# Echinopla pallipes
Echinopla pallipes (лат.) — вид муравьёв из подсемейства формицины (Formicinae, Camponotini). Встречаются в Юго-Восточной Азии (Индонезия, Малайзия).

## Описание
Среднего размера муравьи чёрного цвета (щупики светлее). Сходен с видом Echinopla melanarctos, но мельче (длина около 6 мм, а у E. melanarctos от 6,5 мм, до 9,7 мм) и с более светлыми ногами. Глаза расположены ближе к задним углам головы. Тело покрыто длинными жесткими тёмными волосками (на голове они размещены на мелких выступах). Покровы плотные. Заднегрудка округлая без проподеальных зубцов, однако петиоль несёт сверху несколько шипиков. Усики у самок и рабочих 12-члениковые (у самцов усики состоят из 13 сегментов). Жвалы рабочих с 5 зубцами. Нижнечелюстные щупики 6-члениковые, нижнегубные щупики состоят из 4 сегментов. Голени средних и задних ног с одной апикальной шпорой. Стебелёк между грудкой и брюшком состоит из одного сегмента (петиоль). Вид был впервые описан в 1857 году с острова Борнео, а его валидность подтверждена в ходе родовой ревизии в 2015 году австрийскими мирмекологами Herbert Zettel и Alice Laciny (Zoological Department, Natural History Museum, Вена, Австрия).

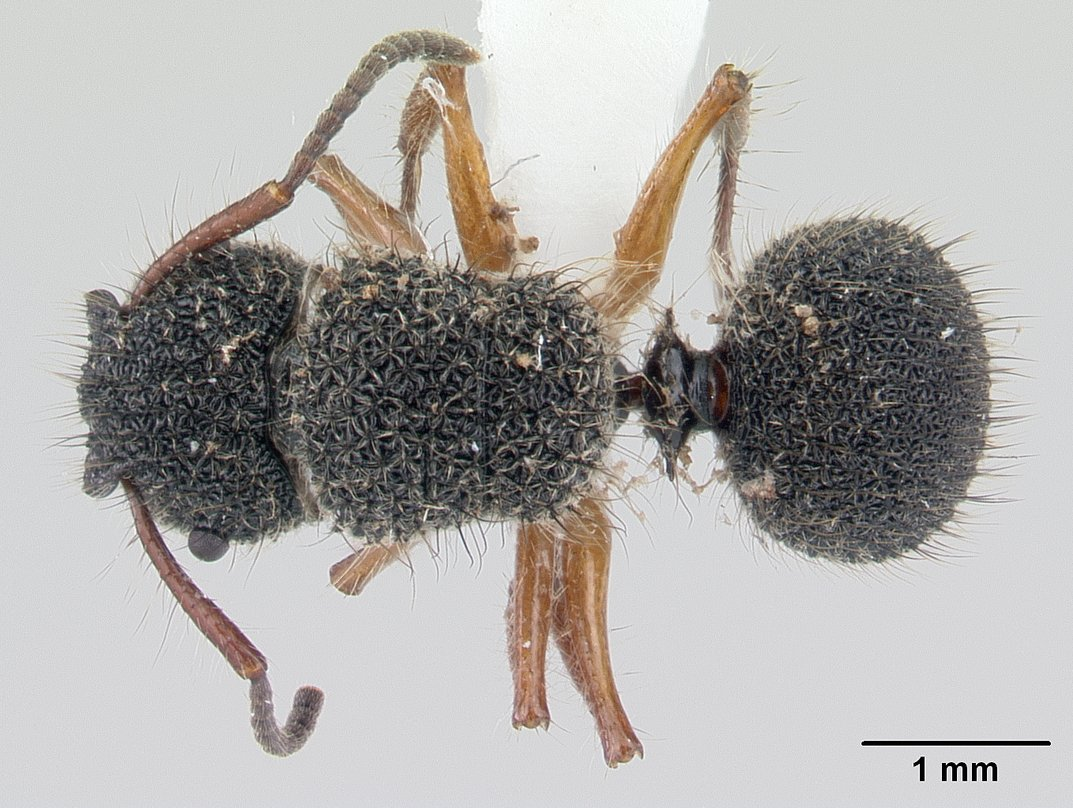
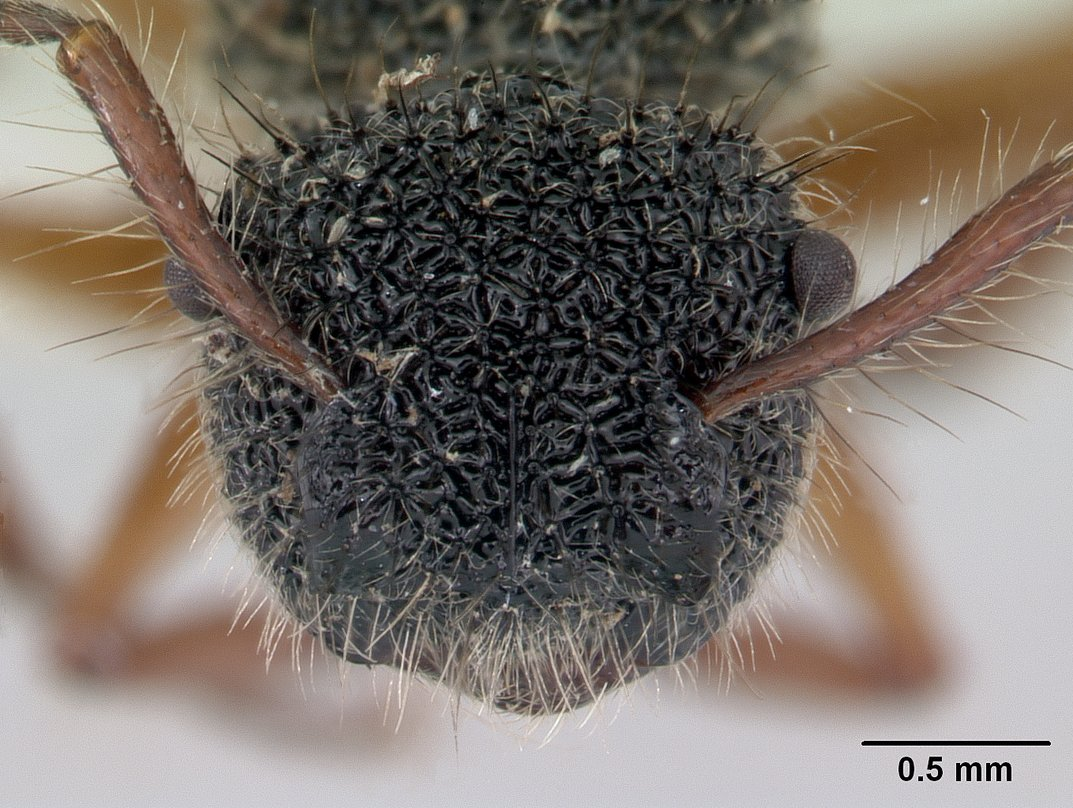